# 素直な悪女
『素直な悪女』（すなおなあくじょ、仏: Et Dieu... créa la femme 『そして神は…女を創造された』の意味）は、1956年に製作・公開されたフランスの映画である。ロジェ・ヴァディムがプロデューサーのラウール・レヴィと共に執筆した脚本を基に監督、ヴァディムの妻であったブリジット・バルドーとクルト・ユルゲンス、ジャン＝ルイ・トランティニャンが主演した。本作で男たちを翻弄する役柄を演じたバルドーが、一躍セックス・シンボルとなった。イーストマンカラー・シネマスコープ方式で撮影されている。
1988年にアメリカ合衆国で、ヴァディム監督自ら英語作品『可愛い悪女』（原題：And God Created Woman、主演：レベッカ・デモーネイ）としてリメイクしている。

## ストーリー
舞台は南仏サン・トロペである。孤児であるジュリエットは子どものないモラン夫婦に引取られている。若く美しいジュリエットは裸で日光浴をするなどの大胆な振る舞いで街の男たちの注目を集めている。ジュリエットが一番好意を持っているのはアントワーヌであるが、アントワーヌは街を出て行ってしまう。モラン夫人は手間のかかるジュリエットを孤児院へ帰そうとする。町の有力者でジュリエットに惚れていたエリックは、孤児院へ送られるのを防ぐためにはジュリエットが結婚すれば良いのではないかと考える。これを好機と考えたアントワーヌの弟ミシェルはジュリエットに結婚を申し込み、2人は結婚する。
アントワーヌが帰ったある日、溺れかかったジュリエットをアントワーヌが救い、ジュリエットはアントワーヌを誘惑する。出張から帰ったミシェルにモラン夫人が全てを話す。
彼女を連れ戻そうとするミシェルと、それをおしとどめるアントワーヌとの間に、激しい争いが起こる。ジュエリエットはキャバレーで酔って裸足で踊っているところが見つかる。ミシェルがジュリエットをピストルで撃とうとするのをエリックが止めてケガをする。エリックは警察のやっかいにならないようにアントワーヌの運転でニースの医者に向かいながら「あの女は男を滅ぼす」という。過ちを許すミシェルの愛の強さに、ジュリエットは夫と手と手を取って家に帰る。

## キャスト
- ジュリエット・アルディ - ブリジット・バルドー
- エリック - クルト・ユルゲンス
- ミシェル - ジャン＝ルイ・トランティニャン
- アントワーヌ - クリスチャン・マルカン： ミシェルの兄。

## スタッフ
- 監督：ロジェ・ヴァディム
- 製作：ラウール・レヴィ
- 脚本：ロジェ・ヴァディム、ラウール・レヴィ
- 音楽監督：マルク・ランジャン
- 音楽：ポール・ミスラキ
- 撮影：アルマン・ティラール
- 編集：ヴィクトリア・メルカントン
- プロダクションデザイン：ジャン・アンドレ